# 487 TCN
487 TCN là một năm trong lịch La Mã.